# Radobuđa
Radobuđa (cyr. Радобуђа) – wieś w Serbii, w okręgu zlatiborskim, w gminie Arilje. W 2011 roku liczyła 307 mieszkańców.